# Szerdahelyi Sándor (újságíró, 1873–1913)
Szerdahelyi Sándor, Schlosz (Apáca, 1873. – Budapest, Terézváros, 1913. december 5.) újságíró, tartalékos magyar királyi hadnagy.

## Életpályája
Schlosz Ignác és Kohn Fáni fiaként született. Gimnáziumi tanulmányait Verbászon, Újvidéken és Szegeden végezte el. Jogi tanulmányait a budapesti egyetemen végezte el. Egyetemi hallgatóként (1891) Horváth Gyula a Magyar Hírlaphoz szerződtette. 1896-tól a Pesti Napló munkatársa, külpolitikai rovatvezetője, majd Neményi Ambrus mellett vezércikkírója és országgyűlési tudósítója, majd Ifj. Ábrányi Kornél mellett a lap helyettes, 1901-től felelős szerkesztője volt. 1908-tól a Vázsonyi-párti A Polgár szerkesztője és kiadója volt. Halálát tüdőhurut okozta.
Több külföldi regényt fordított magyarra. Hadzsi álnéven karcolatokat és krónikákat is írt.